# Fairchild T-46
De Fairchild Republic T-46 was een tweemotorig lesvliegtuig dat bedoeld was om de Cessna T-37 op te volgen bij de US Air Force (USAF). Het toestel vloog voor het eerst op 15 oktober 1985, maar de Amerikaanse luchtmacht schrapte het programma in het volgende jaar. Er werden slechts drie exemplaren van de T-46 gebouwd.

## Ontwikkeling
De USAF stelde in 1981 een programma voor om een opvolger te vinden voor de Cessna T-37. Er dongen vijf bedrijven mee naar het contract voor het nieuwe toestel, voorlopig aangeduid als Next Generation Trainer (NGT), waarvan de USAF rond de 600 exemplaren zou nodig hebben.
Het NGT-voorstel van Fairchild was een hoogdekker met een vleugel zonder pijlstand. Het had een H-vormig staartvlak zoals bij de A-10 van hetzelfde bedrijf. Het werd aangedreven door twee Garrett F109 turbofans die in de "oksels" onder de vleugels waren aangebracht. De cockpit had twee zitplaatsen naast elkaar en had luchtdrukregeling. Daardoor kon het toestel vliegen op meer dan 14.000 meter hoogte, meer dan tweemaal zo hoog als de T-37, die geen drukcockpit had.
Om de vliegeigenschappen van het toestel te demonstreren liet Fairchild een eenpersoons schaalmodel van het toestel bouwen op 62% van de ware grootte, aangedreven door twee Microturbo TRS 18 turbojets. Dit testvliegtuig vloog gedurende twee maanden vanaf 10 september 1981.
De USAF duidde op 2 juli 1982 Fairchild aan als winnaar van de NGT. Het type kreeg de aanduiding T-46. Op 11 februari 1985 rolde Fairchild de eerste T-46A uit in Farmingdale op Long Island. Het toestel ging naar de Edwards Air Force Base in Californië voor de testvluchten. Fairchild plande om de serie-exemplaren vanaf 1986 te leveren zodat het toestel in januari 1988 in dienst kon komen. Er was een productie van 650 exemplaren voor de USAF in het vooruitzicht gesteld.
De ontwikkeling van het toestel liep echter tegen een aantal problemen en controversen aan. Bij metaalmoeheidstesten op een statisch proefexemplaar werd een metaalmoeheidsscheur ontdekt die reeds bij 11,58% van de voorziene levensduur optrad. Dat leidde tot een vertraging in het programma. Er kwamen ook inefficiënties aan het licht bij het management van Fairchild en de maandelijkse betalingen aan het bedrijf werden in het midden van 1985 ongeveer gehalveerd. De USAF ging uitkijken naar een tweede producent van de T-46, en sloot het alternatief, een upgrade van de T-37, niet uit.
De vliegproeven van de T-46, die oorspronkelijk voorzien waren om 18 maanden te duren, begonnen uiteindelijk op 15 oktober 1985. In Washington D.C. werd senator Alphonse D'Amato er ondertussen van beschuldigd de T-46 aan de USAF te hebben opgedrongen, om banenverlies te vermijden bij Fairchild, dat in zijn kieskring lag. De controverse rond de aankoop van de T-46 vertraagde de goedkeuring van de Appropriations Bill voor het budget van het fiscaal jaar 1987 zo lang, dat het budget van het fiscaal jaar 1986 op was voor het nieuwe budget was goedgekeurd, en duizenden federale ambtenaren technisch werkloos werden. Om uit de impasse te geraken werd in oktober 1986 een amendement van senator Barry Goldwater aangenomen, dat zei dat er geen geld voor de aankoop van de T-46 zou beschikbaar komen vooraleer er een competitie was gehouden om de beste keuze te maken tussen de T-46, de T-37, een upgrade van de T-37, en eventueel andere types die voor het contract in aanmerking kwamen.
Maar de USAF liet het zover niet komen. Enkele maanden later, op 28 maart 1986, besloot de USAF om het T-46-programma geheel stop te zetten. Als redenen werden de managementproblemen bij Fairchild aangehaald en het ontbreken van de nodige fondsen ("lack of affordability").
Het schrappen van de T-46 betekende tevens het einde van de Fairchild Republic-afdeling in Farmingdale. De productie van de A-10 was in 1984 beëindigd en er waren geen nieuwe contracten.